# Bahnhof Zushi-Hayama
Der Bahnhof Zushi-Hayama (jap. 逗子・葉山駅, Zushi-Hayama-eki) ist ein Bahnhof auf der japanischen Insel Honshū. Er wird von der Bahngesellschaft Keikyū betrieben und befindet sich in der Präfektur Kanagawa auf dem Gebiet der Stadt Zushi.

## Beschreibung

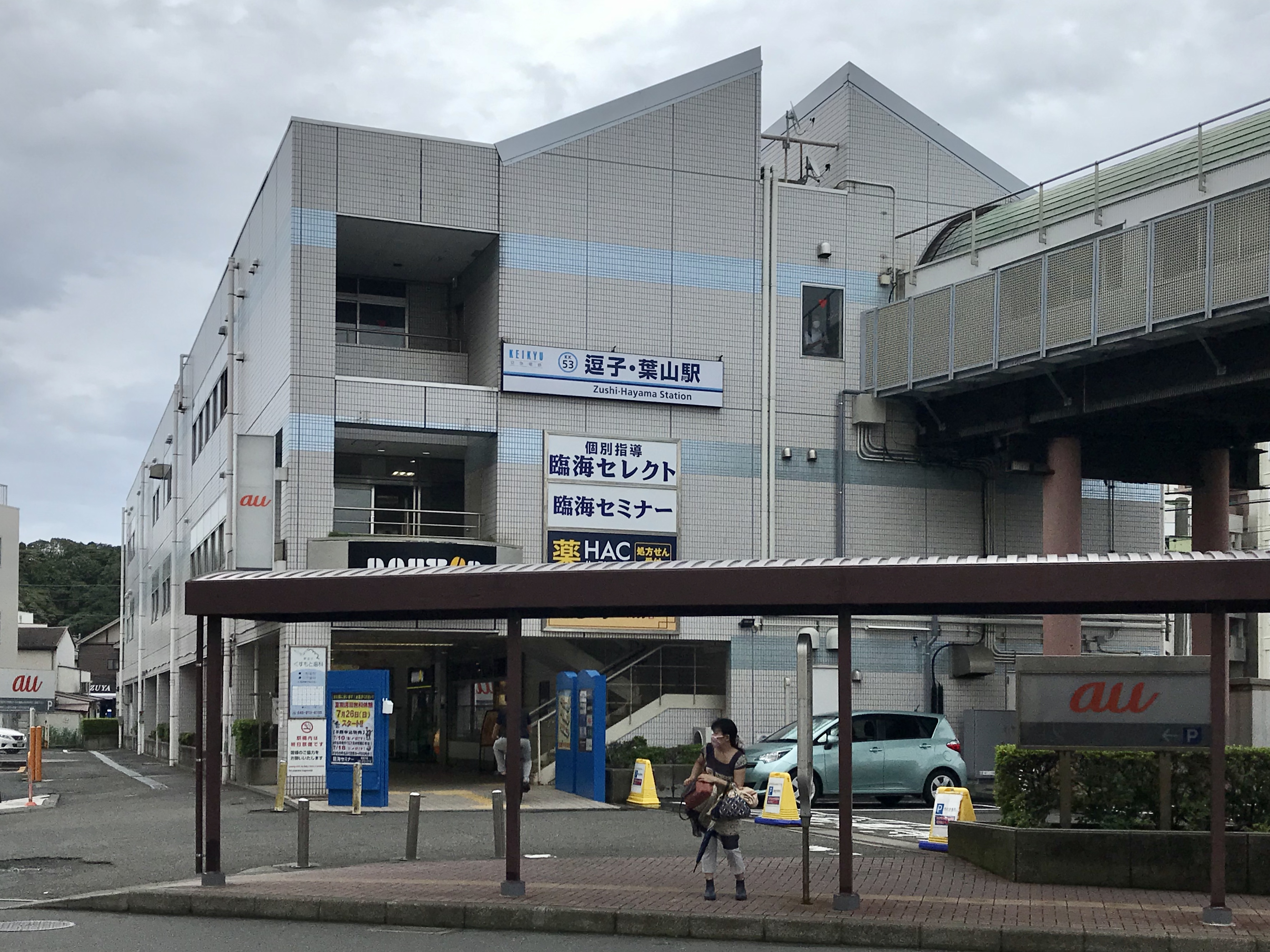
Empfangsgebäude

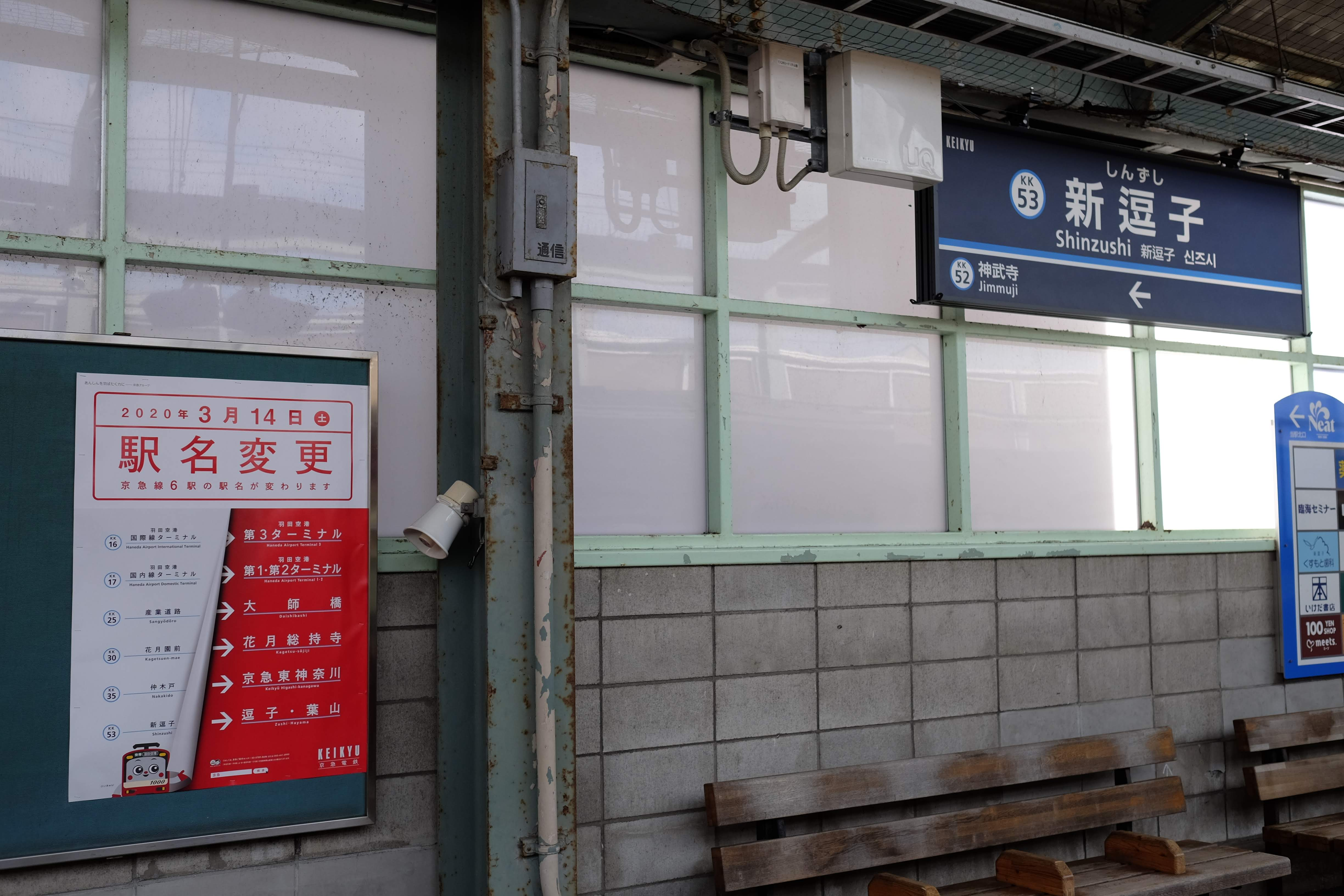
Plakat mit Ankündigung der Namensänderung in Zushi-Hayama

Zushi ist der südliche Endpunkt der Keikyū Zushi-Linie, die in Kanazawa-hakkei von der Keikyū-Hauptlinie abzweigt. Abgesehen von geringen Abweichungen am Morgen und am Abend wird ein Zehn-Minuten-Takt angeboten. Bei der überwiegenden Mehrzahl handelt es sich um die Zuggattung Airport Express, die nördlich von Kanazawa-hakkei als Schnellzug nach Yokohama und zum Flughafen Haneda verkehrt. Einzelne Nahverkehrszüge in den Tagesrandlagen fahren nach Shinagawa.
Der Bahnhof steht am Rande des Stadtzentrums, etwa 300 Meter südöstlich des Bahnhofs Zushi der Yokosuka-Linie. Die Anlage erstreckt sich entlang dem Westufer des Flusses Tagoe-gawa und ist von Nordosten nach Südosten ausgerichtet. Sie umfasst zwei Gleise, wobei nur das westliche dem Personenverkehr dient und von einem Hausbahnsteig flankiert wird. Das zweigeschossige Empfangsgebäude enthält mehrere Läden. Die Strecke führt noch etwas mehr als 200 Meter weiter nach Süden zum Standort des ehemaligen Bahnhofs Zushi-Kaigan; dieser eingleisige Abschnitt wird zum Abstellen von Zügen verwendet. Eine überdachte und zum Teil aufgeständerte Fußgängerpassage verläuft parallel zum Abstellgleis und stellt eine Verbindung zum früheren Empfangsgebäude von Zushi-Kaigan her. Dort wurden die Gleise entfernt und durch eine Fahrradabstellanlage sowie einen Busterminal ersetzt. Mehrere Buslinien der Gesellschaft Keihin Kyūkō Bus halten entweder auf der Brücke unmittelbar nördlich des Bahnhofs, auf dem Bahnhofsvorplatz oder im Busterminal Zushi-Kaigan.
Im Fiskaljahr 2019 nutzten durchschnittlich 25.136 Fahrgäste täglich den Bahnhof.

## Geschichte

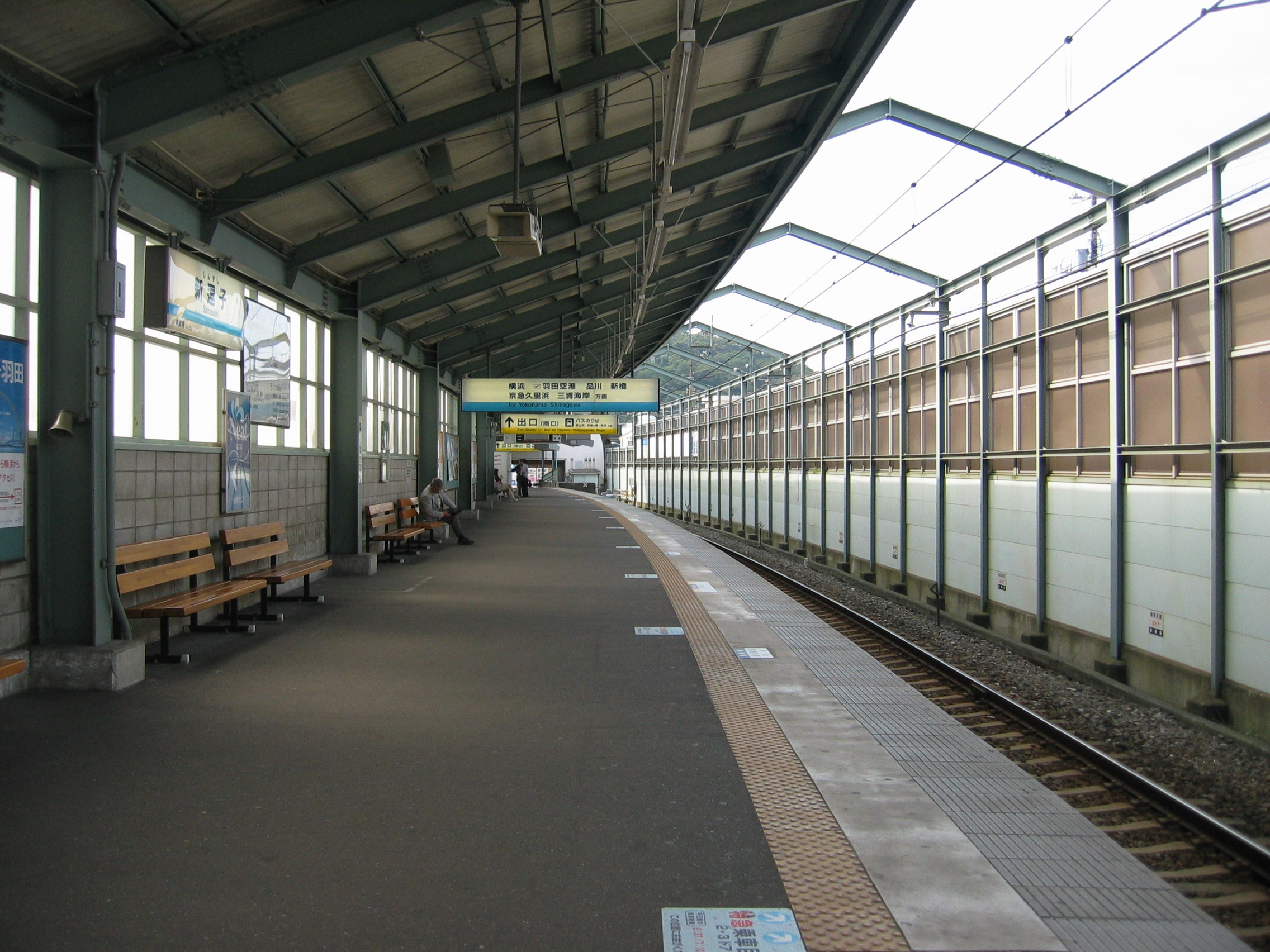
Bahnsteig

Die Bahngesellschaft Shōnan Denki Tetsudō eröffnete am 1. April 1930 die Strecke zwischen Kanazawa-hakkei und Zushi, wobei sich die damalige Endstation Shōnan Zushi (湘南逗) etwa 200 Meter nordöstlich des heutigen Bahnhofs befand. Genau ein Jahr später folgte die Verlängerung der Strecke um rund 400 Meter zum Bahnhof Zushi-Kaigan (逗子海岸). Die Shōnan Denki Tetsudō wurde am 1. November 1941 von der Keihin Denki Tetsudō übernommen. Diese wiederum ging am 1. Mai 1942 im Daitōkyū-Konglomerat auf. Als Rationalisierungsmaßnahme während des Pazifikkriegs musste die Strecke am 1. September desselben Jahres nach Shōnan Zushi zurückgezogen werden.
Zwei Jahre nach Kriegsende beschlossen die Daitōkyū-Aktionäre die Auflösung des finanziell angeschlagenen Konglomerats und am 1. Juni 1948 nahm das Unternehmen seine Geschäftstätigkeit unter dem neuen Namen Keihin Kyūkō Dentetsu (abgekürzt Keikyū) wieder auf. Fünf Wochen später, am 3. Juli, erfolgte die Reaktivierung der Strecke nach Zushi-Kaigan und am 6. September 1948 bot die Keikyū erstmals umsteigefreie Verbindungen nach Yokohama an. Der eingleisige Abschnitt zwischen Shōnan Zushi und Zushi-Kaigan erhielt im Juni 1958 wie der Rest der Strecke ein zweites Streckengleis. Die beiden Bahnhöfe in so kurzer Entfernung zueinander erwiesen sich mit der Zeit als betrieblich problematisch, weshalb die Keikyū beschloss, sie durch einen Neubau auf halbem Weg dazwischen zu ersetzen. Am 2. März 1985 eröffnete sie den Bahnhof Shin-Zushi.
Der neue Bahnhof bot nun Platz für Züge mit acht Wagen. Das zweite Gleis zum stillgelegten Bahnhof Zushi-Kaigan wurde entfernt und parallel zur Trasse entstand eine geschützte Fußgängerverbindung. Das Bauwerk an dessen südlichem Ende ist eine originalgetreue Nachbildung des früheren Empfangsgebäudes, in dem sich einst auch ein Tanzsaal befand. Seit dem 14. März 2020 trägt der Bahnhof den Namen Zushi-Hayama.